# Sockenmagasin

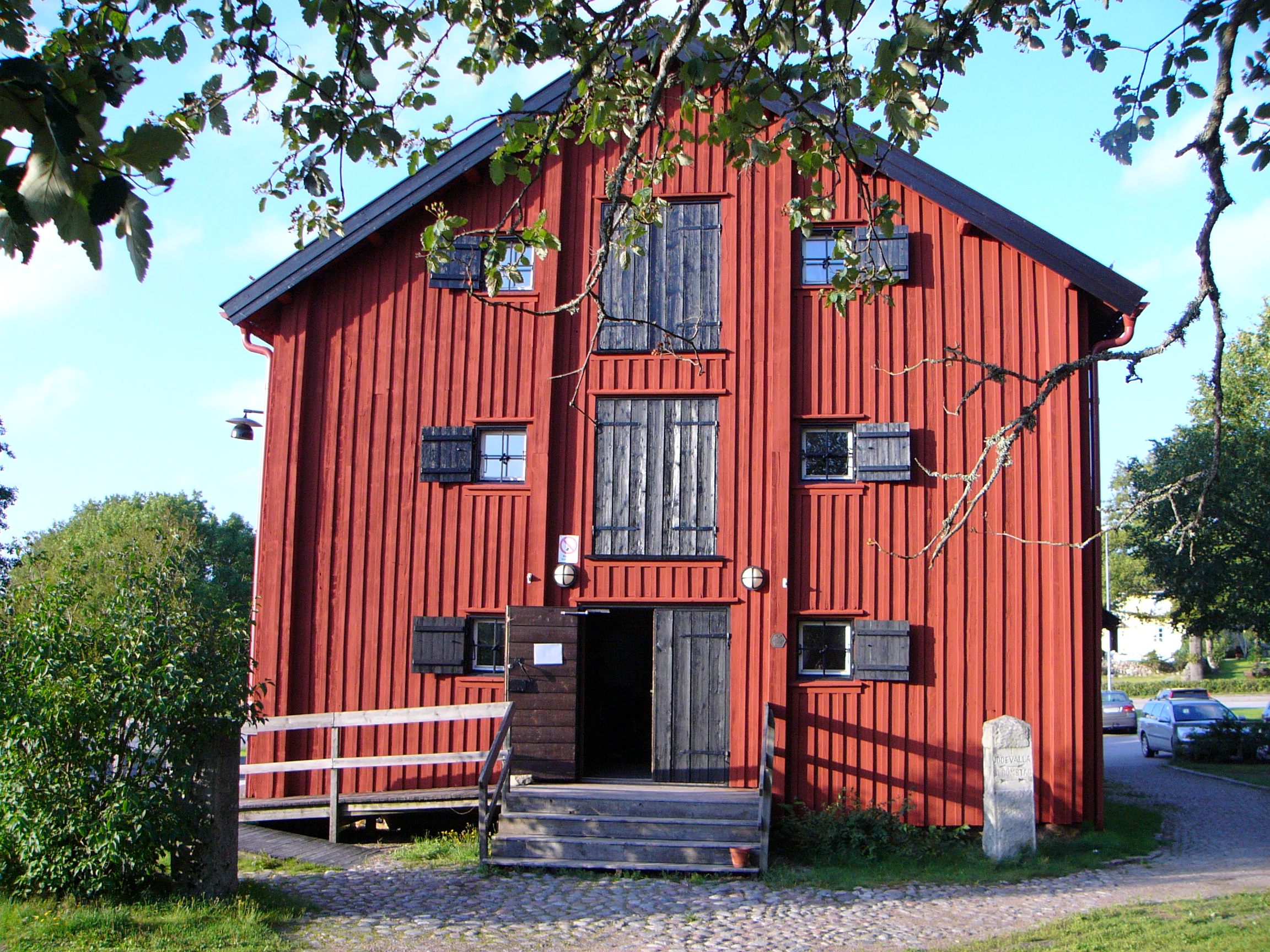
Sockenmagasinet i Tanumshede.

Ett sockenmagasin är en förrådsbyggnad avsedd för förvaring av spannmål. Bönderna i socknen kunde förvara spannmål här och även låna under nödår. Därigenom skulle priserna variera mindre från år till år.  Antalet sockenmagasin i Sverige uppgick 1832 till nästan 1000 stycken. I början av 1900-talet hade det sjunkit till runt 200.
De första sockenmagasinen byggdes i början av 1700-talet. Fram till 1759 ökade antalet snabbt, men det året utfärdades en bestämmelse om möjlighet till tvångsanslutning vilket gjorde att nybyggnationen avstannade. Inte förrän i början av 1800-talet tog den fart igen.
Under 1800-talet förändrades sockenmagasinens verksamhet något. 1813 blev det möjligt att använda sockenmagasinen till att finansiera fattigvård och liknande. 1817 fick sockenstämman inflytande över magasinen och från 1843 full kontroll. 1863 blev det tillåtet att omvandla spannmålsfonderna till penningfonder.